# Lista de prefeitos de Porto Nacional
Esta é a lista de prefeitos e vice-prefeitos do município de Porto Nacional, estado brasileiro do Tocantins.
O cargo de prefeito foi criado em 11 de abril de 1835, pela assembleia provincial paulista, em reação aos amplos poderes conferidos pelo Código de Processo Criminal de 1832 às câmaras municipais. Seguiram o exemplo paulista seis províncias do nordeste brasileiro (Alagoas, Ceará, Maranhão, Paraíba, Pernambuco e Sergipe).
Sob a vigente ordem constitucional, essa designação é dada ao funcionário público do Poder Executivo municipal, que exerce seu cargo em função de uma legislatura (mandato), sendo para tanto eleito a cada quatro anos, podendo ser reeleito por mais 4 anos (segundo mandato).
Funções
O poder executivo municipal chefia a administração e comanda os serviços públicos, tendo como comandante o prefeito.
A partir da constituição brasileira de 1934, o cargo de prefeito passou a ser o único, em todo o Brasil, ao qual estão atribuídas as funções de chefe do poder executivo do governo local, em simetria aos chefes dos executivos da União e do estado, portanto, em forma monocrática. Este texto quer dizer que deverá haver harmonia e integração de ação entre as esferas envolvidas sem a intervenção de uma na outra, exceto nos casos previstos na Constituição Federal.
Eleições
O prefeito é eleito por sufrágio universal, secreto, direto, em pleito simultâneo em todo o País, realizado a cada quatro anos, no primeiro domingo de outubro.
E trinta dias após tem lugar o segundo turno, se o eleito em primeiro lugar não atingir 50% dos votos válidos mais um voto, no caso de municípios com mais de duzentos mil eleitores.
Conforme a legislação eleitoral atual no Brasil para tornar-se elegível, exige-se uma série de requisitos;
- Possuir nacionalidade brasileira ou portuguesa (neste caso, o cidadão português deve se encontrar amparado pelo Estatuto de Igualdade entre Portugueses e Brasileiros),
- Título de eleitor em dia e estar em gozo pleno do exercício dos direitos políticos,
- Domicilio eleitoral na circunscrição na qual o candidato se apresenta,
- Filiação partidária,
- Ser alfabetizado (tópico invalidado pela atual constituição brasileira de 1988),
- Desincompatibilização de cargo público — Se ocupa um cargo público deve sair seis meses antes das eleições e voltar caso possa só após seis meses ao pleito eleitoral,
- Renúncia de outro mandado até seis meses antes do pleito e não ser parente afim ou consangüíneo, até segundo grau, ou cônjuge de titular de cargo eletivo; pode, entretanto, ser candidato à reeleição (artigo 14 da Constituição),
- Ter idade mínima de 21 anos.

## Lista
| Nº | Prefeito                          | Imagem                                 | Período do governo                               | Partido                                      | Vice-prefeito (s)                               | Observações                                   |
| -- | --------------------------------- | -------------------------------------- | ------------------------------------------------ | -------------------------------------------- | ----------------------------------------------- | --------------------------------------------- |
| 1  | Vicentinho Alves                  |                                        | 1º de janeiro de 1989 até 31 de dezembro de 1992 | Partido Democrático Trabalhista PDT          | Domingos Góes Zedan (PDS)                       | Prefeito e vice eleitos em sufrágio universal |
| 2  | Fábio Martins de Santana          |                                        | 1º de janeiro de 1993 até 31 de dezembro de 1996 | Partido Democrático Trabalhista PDT          | Francisco Guilherme dos Santos (PSB)            | Prefeito e vice eleitos em sufrágio universal |
| 3  | Otoniel Andrade Costa             |                                        | 1º de janeiro de 1997 até 31 de dezembro de 2004 | Partido da Social Democracia Brasileira PSDB | Rogério Sávio de Oliveira (PFL)                 | Prefeito e vice eleitos em sufrágio universal |
| 4  | Paulo Mourão                      |                                        | 1º de janeiro de 2005 até 31 de dezembro de 2008 | Partido dos Trabalhadores PT                 | Edgar Mascarenhas Tavares (PSB)                 | Prefeito e vice eleitos em sufrágio universal |
| 5  | Tereza Cristina Venturini Martins |                                        | 1º de janeiro de 2009 até 31 de dezembro de 2012 | Partido Democrático Trabalhista PDT          | Erazine Pinheiro Fonseca (PT)                   | Prefeito e vice eleitos em sufrágio universal |
| 6  | Otoniel Andrade Costa             |                                        | 1º de janeiro de 2013 até 31 de dezembro de 2016 | Partido da Social Democracia Brasileira PSDB | Pedro Henrique Alves de Oliveira (PR)           | Prefeito e vice eleitos em sufrágio universal |
| 7  | Joaquim Maia Leite Melo           |                                        | 1º de janeiro de 2017 até 31 de dezembro de 2020 | Partido Verde PV                             | Ronivon Maciel Gama (PT)                        | Prefeito e vice eleitos em sufrágio universal |
| 8  | Ronivon Maciel Gama               |                                        | 1º de janeiro de 2021 até 31 de dezembro de 2024 | Partido Social Democrático PSD               | Joaquim Pereira de Carvalho Neto (REP)          | Prefeito e vice eleitos em sufrágio universal |
| 8  | Ronivon Maciel Gama               | 1º de janeiro de 2025 até á Atualidade | União Brasil UNIÃO                               | Joaquim Pereira de Carvalho Neto (UNIÃO)     | Prefeito e vice reeleitos em sufrágio universal |                                               |